# Neomochtherus perplexus
Neomochtherus perplexus är en tvåvingeart som först beskrevs av Becker 1923.  Neomochtherus perplexus ingår i släktet Neomochtherus och familjen rovflugor. Inga underarter finns listade i Catalogue of Life.